# ويليام كولينغز
ويليام كولينغز هو سياسي كندي، ولد في 6 يوليو 1899 في York County, Ontario ‏ في كندا، وتوفي في 7 مارس 1961 في تورونتو في كندا. نشط حزبياً في حزب أونتاريو المحافظ التقدمي. وقد انتخب عضو برلمان مقاطعة أونتاريو.